# Suur-Kauklahti
Suur-Kauklahti (en suédois : Stor-Köklax) est un district de la ville d'Espoo qui est composé des quartiers de Espoonkartano, Kauklahti, Kurttila et  Vanttila.

## Présentation
Suur-Kauklahti compte 10 149 habitants (31.12.2016).
Les districts limitrophes de Suur-Kauklahti sont Vanha-Espoo et Suur-Espoonlahti. 
Kauklahti est le centre de Suur-Kauklahti. 

## Kuvia

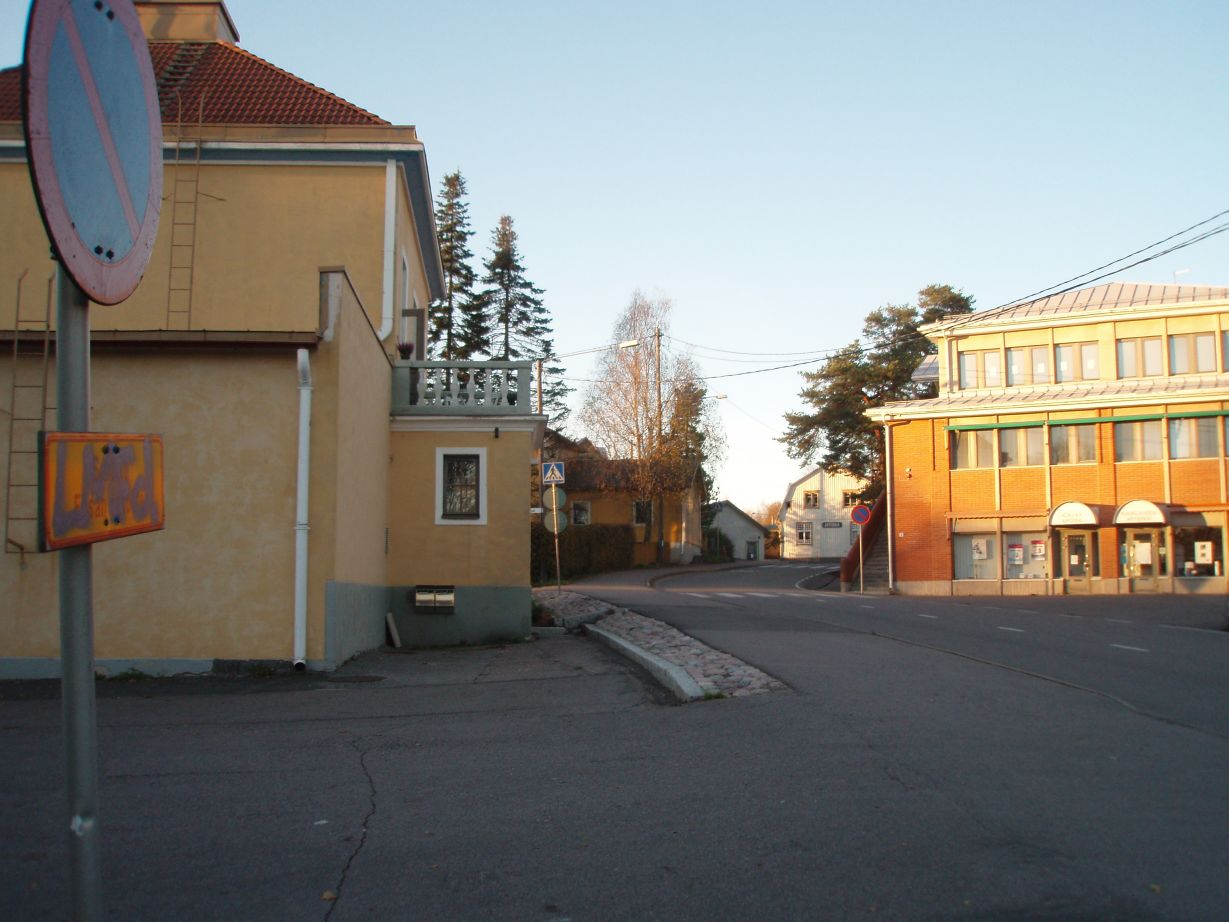
Ancien centre de Kauklahti.
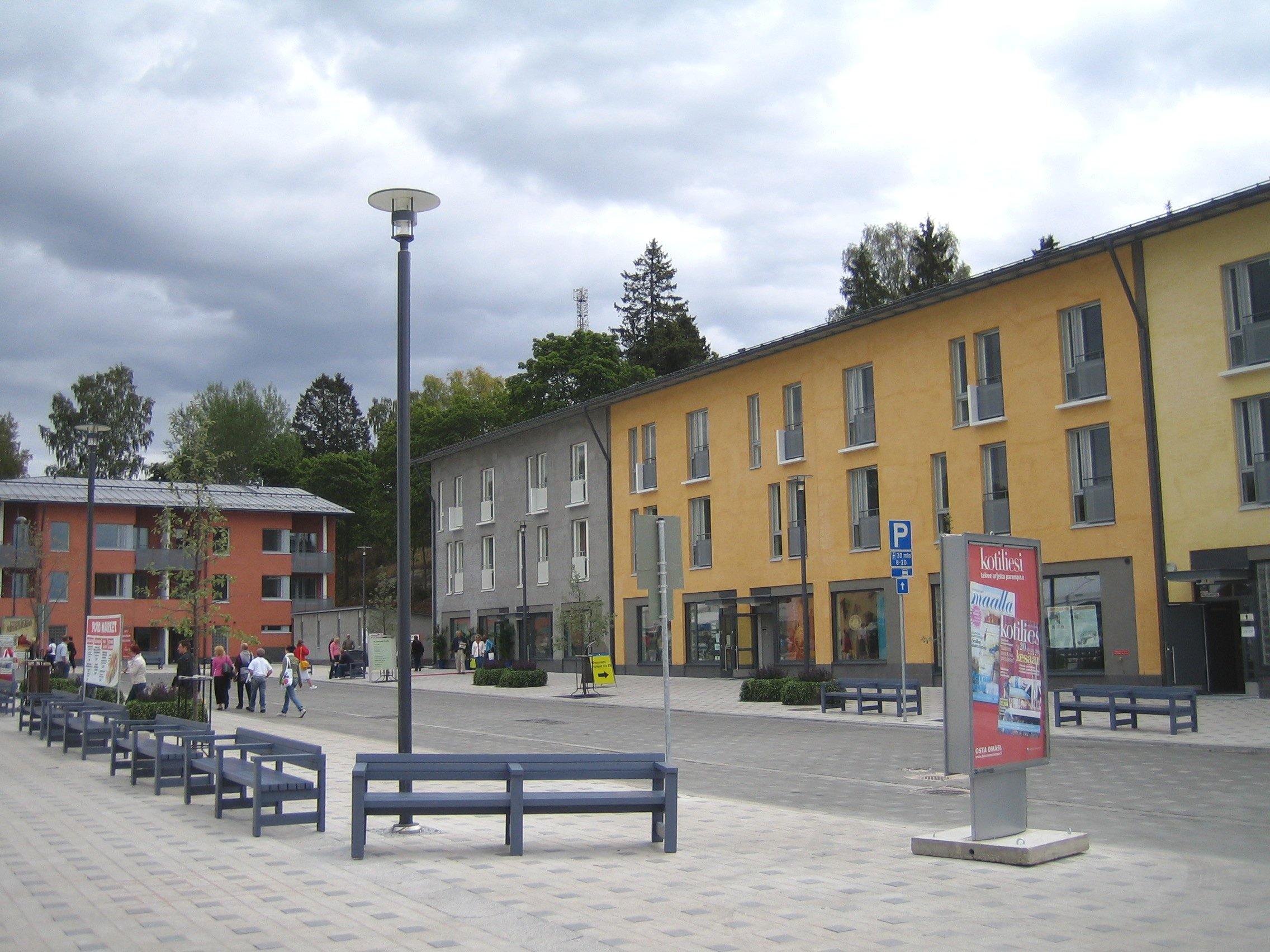
Nouveau Kauklahti.
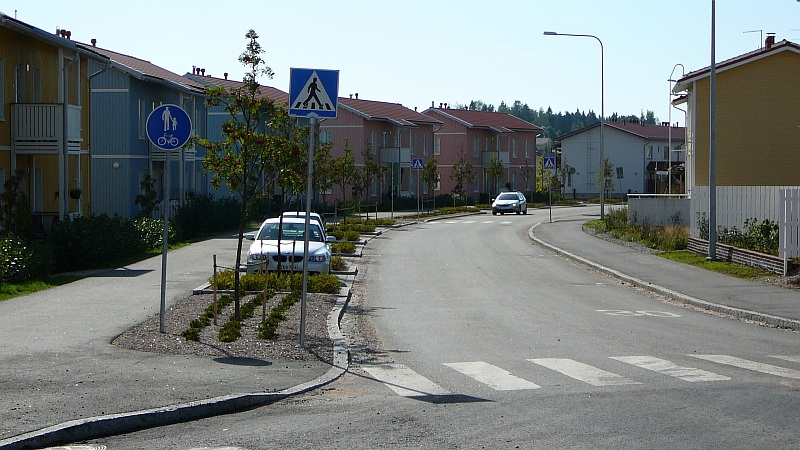
Zone residentielle de Vanttila.
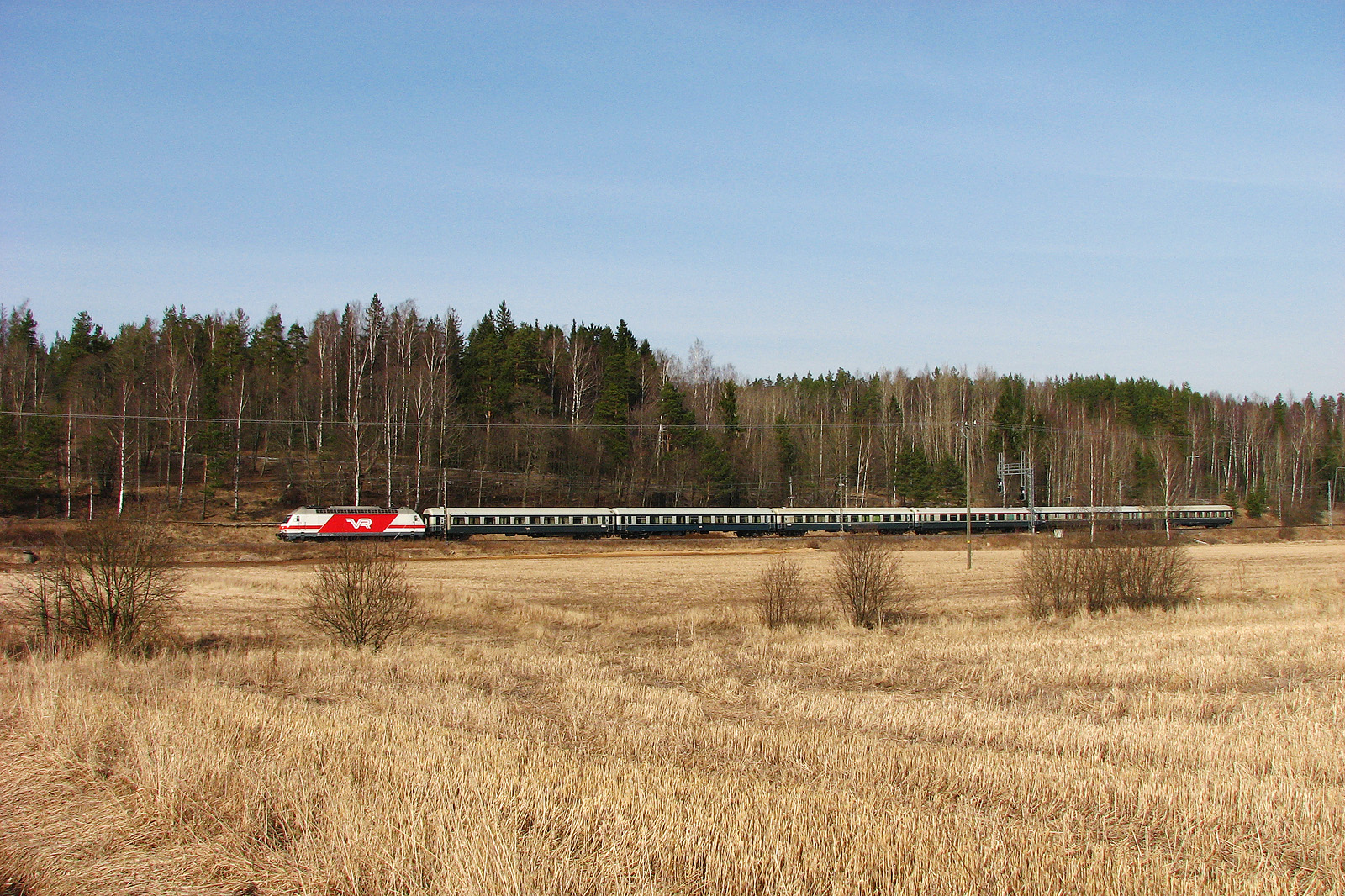
Train sur la Voie ferrée côtière à Kauklahti.